# Dmîtrenkî, Novi Sanjarî
Dmîtrenkî (în ucraineană Дмитренки) este un sat în comuna Poluzirea din raionul Novi Sanjarî, regiunea Poltava, Ucraina.

## Demografie
Componența lingvistică a localității Dmîtrenkî
     Ucraineană (90,37%)
     Română (4,01%)
     Rusă (3,48%)
     Alte limbi (0,8%)
Conform recensământului din 2001, majoritatea populației localității Dmîtrenkî era vorbitoare de ucraineană (90,37%), existând în minoritate și vorbitori de română (4,01%), rusă (3,48%) și armeană (1,34%).